# سوء التغذية العظمي
سوء التغذية العظمي أو الحثل العظمي هو أي نمو سوء تغذوي للعظم.   وهو تطور مختل في العظم يعزى عادة إلى اعتلال الكلية أو إلى اضطرابات في أيض الكالسيوم والفسفور.
ومن أشكاله سوء التغذية العظمي الكلوي
العظم العظمي الكلوي هو المصطلح الذي تم استخدامه تقليديا لوصف تشوهات في الشكل العظام التي تتطور في كد. 5., 6., 7., 8. في الممارسة السريرية، يتم استخدام خزعة العظام نادرًا لأنها إجراءات الغازية ومكلفة في كثير من الأحيان والعينات التي تم الحصول عليها تتطلب معالجه متخصصة غير متوفرة علي نطاق واسع. الاشكال الأكثر شيوعا من العظام الكلوية وتعزي إلى حد كبير إلى الاختلافات في مستويات البلازما من هرمون الغدة الدرقية (PTH). علي هذا النحو، وقد استخدمت تعميم مستويات PTH كمؤشر بديل لدوران العظام، والتي يتم استخدامها مع قياسات الكالسيوم المصل، والفوسفور، ومستويات الفوسفاتيز القلوية لتقييم وتشخيص وتوجيه علاج الكلي استيودستروفي. ومع ذلك، تم التشكيك في خصوصية PTH كمؤشر لدوران العظام. 9., 10. وقد تم التحقيق في عده علامات أخرى البيوكيميائية تعميم تشكيل العظام وارتشاف المؤشرات السريرية لدوران العظام ، 11. ، 12. ولكن لا يزال من المقرر تطبيقها السريرية